# Pjesma Eurovizije 2025.
Pjesma Eurovizije 2025. bilo je 69. izdanje izbora za najbolju Pjesmu Eurovizije. Natjecanje je održano u dvorani St. Jakobshalle u Baselu, Švicarska. U suorganizaciji Europske radiodifuzijske unije i Švicarskog društva za radio i televiziju (SRG SSR) natjecanje se sastoji od dva polufinala i jednog finala. Prvo i drugo polufinale održalo se 13. i 15. svibnja, a finale 17. svibnja 2025. godine.
Švicarska je time treći put bila domaćin Pjesme Eurovizije. Premijerna Pjesma Eurovizije 1956. održana je u Luganu, dok je 1989. domaćin bio Lausanne, gdje je Jugoslavija odnijela pobjedu.
Na Pjesmi Eurovizije 2025. pobjedila je Austrija, koju je predstavljao JJ s pjesmom "Wasted Love."

## Lokacija
Nakon švicarske pobjede na natjecanju 2024. lokalne vlasti u Ženevi izrazile su interes za domaćinstvom natjecanja 2025. u Palexpo Areni i predali službenu ponudu. Istoga dana, predsjednik vlade kantona Basel-Stadt, Konrad Kremer, izjavio je interes za domaćinstvom u Baselu. Dana 12. svibnja, dvorana Olma u St. Gallenu predložena je kao moguće mjesto održavanja, a 13. svibnja, Lugano, domaćin prvog natjecanja 1956. godine, odbio je mogućnost da se natjecanje održi ondje. Predsjednik kantona Bern Filip Müller izrazio je protivljenje održavanja natjecanja u Bernu, u de facto prijestolnici Švicarske, zbog "porasta antisemitizma na natjecanju". Cijela vlada kantona Bern osporila je Müllerovu izjavu 15. svibnja, čestitala pobjedniku i objavila da podržava organizaciju natjecanja u Bernu. U međuvremenu, objavljeno je da je skupština grada Züricha imala sastanak »visokog prioriteta« kako bi razgovarali o ulasku u natječaj za mjesto domaćina.
Dana 14. svibnja, Lausanne, domaćin natjecanja 1989. godine, objavio je da je infrastruktura grada nedovoljna za natjecanje. Zatim je 15. svibnja Biel, grad iz kojeg dolazi pobjednik, objavio interes da bude povezan s natjecanjem, kao i da bude njegov sudomaćin. Dana 5. lipnja, vlada Basela je objavila da će moći održati, a da su St. Jakobshalle i St. Jakob-Park povoljne lokacije. Dan kasnije, općine Biel i Bern objavile su da bi mogle djelovati kao domaćini zajedno, a 12. lipnja St. Gallen objavljuje da ne ispunjava uvjete održavanja.
Sam natječaj za odabir grada domaćina započeo je 27. svibnja 2024., objavom popisa uvjeta koje moraju ispuniti zainteresirani gradovi. Basel, Bern, Ženeva i Zürich službeno su izrazili interes za domaćinstvo, a SRG SSR je postavio rok do 28. lipnja za finaliziranje ponuda. Predstavnici emitera domaćina posjetili su gradove kandidate, procijenili njihove ponude i odabrali dva grada za uži popis – Basel i Ženevu. Dana 30. kolovoza službeno je objavljeno da će natjecanje biti održano u Baselu.

## Zemlje sudionice
Kako bi sudjelovale na natjecanju za pjesmu Eurovizije, države moraju imati nacionalnog emitera s aktivnim članstvom u EBU-u koji može primati natjecanje putem mreže Eurovizije i prenositi ga uživo diljem zemlje. EBU šalje pozivnice za sudjelovanje u natjecanju svim aktivnim članovima. Očekuje se da će zemlje koje su dio »velike petorke« i zemlja domaćin Švicarska automatski dobiti mjesto u finalu natjecanja, dok će sve ostale zemlje biti plasirane u jedno od dva polufinala. 
Države su imale vremena za potvrdu svojeg sudjelovanja do sredine rujna 2024. godine, kao i 15 dana (do 5. listopada 2024.) da odustanu od natjecanja bez financijskih i pravnih posljedica.
Na natjecanju su sudjelovale dvije umjetnice povratnice: Nina Žižić iz Crne Gore, prethodno članica grupe Who See koja je sudjelovala 2013. i Justyna Steczkowska iz Poljske koja je sudjelovala 1995. godine. 

### Popis
Sljedeći emiteri sudjelovali su na Euroviziji 2025.:
| Država                 | Emiter            | Izvođač             | Naziv pjesme                     | Jezik                          | Prijevod na hrvatski            | Skladatelj(i)                                                                                           | Izv.          |
| ---------------------- | ----------------- | ------------------- | -------------------------------- | ------------------------------ | ------------------------------- | --- | ------------- |
| Albanija               | RTSH              | Shkodra Elektronike | "Zjerm"                          | albanski                       | "Vatra"                         | Beatriçe Gjergji, Lekë Gjeloshi                                                                         | [ 20 ]        |
| Armenija               | AMPTV             | Parg                | "Survivor"                       | engleski                       | "Preživjeli"                    | Alex Wilke, Armen Paul, Benji Alasu, Eva Voskanian, Joshua Curran, Martin Mooradian, Parg, Thomas G:son | [ 21 ]        |
| Australija             | SBS               | Go-Jo               | "Milkshake Man"                  | engleski                       | “Milkshake čovjek"              | Amy Sheppard, George Sheppard, Jason Bovino, Marty Zambotto                                             | [ 22 ]        |
| Austrija               | ORF               | JJ                  | "Wasted Love"                    | engleski                       | "Izgubljena ljubav"             | JJ, Thomas Turner, Teodora Špirić                                                                       | [ 23 ]        |
| Azerbajdžan            | ITV               | Mamagama            | "Run With U"                     | engleski                       | "Trčim s tobom"                 | Rafael Mishi, Roman Zee, KHVS                                                                           | [ 24 ]        |
| Belgija                | VRT               | Red Sebastian       | ''Strobe Lights''                | engleski                       | "Stroboskopska svjetla"         | Seppe Herreman, Billie Bentein, Astrid Roelants, Willem Vanderstichele                                  | [ 25 ]        |
| Cipar                  | CyBC              | Theo Evan           | "Shh"                            | engleski                       | "Shh"                           | Dimitris Kontopoulos, Elsa Søllesvik, Lasse Nymann, Linda Dale                                          | [ 26 ]        |
| Crna Gora              | RTCG              | Nina Žižić          | "Dobrodošli"                     | crnogorski                     | —                               | Boris Subotić, Darko Dimitrov, Violeta Mihajlovska Milić                                                | [ 27 ]        |
| Češka                  | ČT                | Adonxs              | "Kiss Kiss Goodbye"              | engleski                       | "Pusa pusa doviđenja"           | Adam Pavlovčin, Adriano Lopes da Silva, Michaela Charvátová                                             | [ 28 ]        |
| Danska                 | DR                | Sissal              | "Hallucination"                  | engleski                       | "Halucinacija"                  | Chris Chordz, Line Spangsberg, Linnea Deb, Sissal Jóhanna Norðberg Niclasen                             | [ 29 ]        |
| Estonija               | ERR               | Tommy Cash          | "Espresso Macchiato"             | engleski, talijanski           | "Espresso macchiato"            | Johannes Naukkarinen, Tomas Tammemets                                                                   | [ 30 ]        |
| Finska                 | Yle               | Erika Vikman        | "Ich komme"                      | finski                         | "Ja dolazim"                    | Christel "Chisu" Roosberg, Jori Roosberg                                                                | [ 31 ]        |
| Francuska              | France Télévision | Louane              | "Maman"                          | francuski                      | "Mama"                          | Anne Peichert, Tristan Salvati                                                                          | [ 32 ]        |
| Grčka                  | ERT               | Klavdia             | "Asteromáta" / "Αστερομάτα"      | grčki                          | "Zviježđa"                      | Klavdia Papadopoulou, Arcade                                                                            | [ 33 ]        |
| Gruzija                | GPB               | Mariam Shengelia    | "Freedom"                        | engleski, gruzijski            | "Sloboda"                       | Keti Gabisiani, Buka Kartozia                                                                           | [ 34 ]        |
| Hrvatska               | HRT               | Marko Bošnjak       | "Poison Cake"                    | engleski                       | "Otrovni kolač"                 | Emma Gale, Ben Pyne, Bas Wissink, Filip Majdak, Marko Bošnjak                                           | [ 35 ]        |
| Island                 | RÚV               | Væb                 | "Róa"                            | islandski                      | "Red"                           | Hálfdán Helgi Matthíasson, Ingi Þór Garðarsson, Matthías Davíð Matthíasson                              | [ 36 ]        |
| Irska                  | RTÉ               | Emmy                | "Laika Party"                    | engleski                       | "Lajka zabava"                  | Emmy Kristine Guttulsrud Kristiansen, Henrik Østlund                                                    | [ 37 ]        |
| Izrael                 | IPBC              | Yuval Raphael       | “New Day Will Rise”              | hebrejski, engleski, francuski | “Novi dan će ustati”            | Keren Peles                                                                                             | [ 38 ] [ 39 ] |
| Italija                | RAI               | Lucio Corsi         | "Volevo essere un duro"          | talijanski                     | "Htio sam biti čvrst"           | Lucio Corsi, Tommaso Ottomano                                                                           | [ 40 ]        |
| Latvija                | LTV               | Tautumeitas         | "Bur man laimi"                  | latvijski                      | "Urokuj mi sreću"               | Asnate Rancāne, Aurēlija Rancāne, Gabriēla Zvaigznīte, Laura Līcīte                                     | [ 41 ]        |
| Litva                  | LRT               | Katarsis            | "Tavo akys"                      | litavski                       | "Tvoje oči"                     | Lukas Radzevičius                                                                                       | [ 42 ]        |
| Luksemburg             | RTL               | Laura Thorn         | "La poupée monte le son"         | francuski                      | “Lutka pojačava zvuk”           | Julien Salvia Ludovic, Alexandre Vidal                                                                  | [ 43 ]        |
| Malta                  | PBS               | Miriana Conte       | "Serving"                        | engleski                       | "Porcija"                       | Benjamin Schmid, Matthew Mercieca, Miriana Conte i Sarah Evelyn Fullerton                               | [ 44 ]        |
| Norveška               | NRK               | Kyle Alessandro     | "Lighter"                        | engleski                       | "Upaljač"                       | Adam Woods, Kyle Alessandro                                                                             | [ 45 ]        |
| Nizozemska             | AVROTROS          | Claude              | "C'est la vie"                   | francuski, engleski            | "To je život"                   | Claude Kiambe, Leon Palmen, Arno Krabman, Joren van der Voort                                           | [ 46 ]        |
| Njemačka               | NDR               | Abor & Tynna        | "Baller"                         | njemački                       | "Pucati"                        | Alexander Hauer, Attila Bornemisza, Tünde Bornemisza                                                    | [ 47 ]        |
| Poljska                | TVP               | Justyna Steczkowska | "Gaja"                           | poljski                        | "Gaja"                          | Dominic Buczkowski-Wojtaszek, Emilian Waluchowski, Justyna Steczkowska,Patryk Kumór                     | [ 48 ]        |
| Portugal               | RTP               | Napa                | "Deslocado"                      | portugalski                    | "Raseljeni"                     | André Santos, Diogo Góis, Francisco Sousa, João G.Gomes, João Lourenço Gomes, João Rodrigues            | [ 49 ]        |
| San Marino             | SMRTV             | Gabry Ponte         | "Tutta L'Italia"                 | talijanski                     | "Cijela Italija"                | Andrea Bonomo, Edwyn Roberts, Gabry Ponte                                                               | [ 50 ]        |
| Slovenija              | RTVSLO            | Klemen              | "How Much Time Do We Have Left?" | slovenski                      | "Koliko nam vremena preostaje?" | Klemen Slakonja, Maja Slatinšek, Ryan Small                                                             | [ 51 ]        |
| Srbija                 | RTS               | Princ               | "Mila" / "Мила"                  | srpski                         | "Mila"                          | Dušan Bačić                                                                                             | [ 52 ]        |
| Španjolska             | RTVE              | Melody              | "Esa diva"                       | španjolski                     | "Ta diva"                       | Alberto Lorite, Joy Deb, Juan Sueiro, Melodía Ruíz, Peter Boström, Thomas G:son                         | [ 53 ]        |
| Švicarska              | SRG SSR           | Zoë Më              | "Voyage"                         | francuski                      | "Putovanje"                     | Emily Middlemas, Tom Oehler, Zoë Alina Kressler                                                         | [ 54 ]        |
| Švedska                | SVT               | KAJ                 | "Bara bada bastu"                | švedski/finski                 | "Samo sauna"                    | Anderz Wrethov, Axel Åhman, Jakob Norrgård, Kevin Holmström, Kristoffer Strandberg, Robert Skowronski   | [ 55 ]        |
| Ujedinjeno Kraljevstvo | BBC               | Remember Monday     | "What The Hell Just Happened?"   | engleski                       | Što se dovraga upravo dogodilo? | Remember Monday, Thomas Stengaard, Julie Aagaard, Tom Hollings, Sam Brennan, Kes Kamara                 | [ 56 ]        |
| Ukrajina               | Suspline          | Ziferblat           | "Bird of Pray"                   | ukrajinski                     | "Ptica molitve"                 | Daniil Leshchynskyi, Fedya Khodakov i Valentin Leshchynskyi                                             | [ 57 ]        |

### Ostale države

##### Članice EBU-a
- Monako – Monegaška radiotelevizija lansirana prošle godine je u ožujku 2024. godine dobila punopravno članstvo u EBU-u. Pored toga, vlada Monaka je još 2021. osigurala 95 000 € iz državnog proračuna za vraćanje zemlje u natjecanje. Vjeruje se da će potvrda sudjelovanja stići do kraja roka. Monegaška televizija još nije potvrdila sudjelovanje.[nedostaje izvor]
- Moldavija – Radiotelevizija Moldavije potvrdila je svoje sudjelovanje na Euroviziji 16. studenog 2024. i održala prvu rundu svog nacionalnog finala 18. siječnja 2025, da bi se 22. siječnja povukla s natjecanja zbog »ekonomskih i umjetničkih izazova«, niske kvalitete pjesama na izboru i manjka zainteresiranosti publike.[58][59][60]

#### Nečlanice EBU-a
- Kosovo – Generalni direktor televizijske kuće Shkumbin Ahmetxhekaj poslao je 6. lipnja 2024. službeno pismo EBU-u u kojem je zatražio poziv za sudjelovanje na Euroviziji 2025. Međutim, 8. kolovoza EBU je odbio pozvati Kosovo na Euroviziju, a kao razlog dao nečlanstvo u EBU-u.[61]

#### Potvrđeno nesudjelovanje
- Andora – Javna televizija Andore je 26. lipnja potvrdila svoje nesudjelovanje, nastavljajući 16 godina odsustva s natjecanja.[62]
- Bjelorusija – Bjelorusija je izvorno izbačena s Eurovizije još prije natjecanja 2021. godine zbog slanja pjesme koja vrijeđa prosvjednike protiv Lukašenkovog režima. Suspenzija je trebala trajati do srpnja 2024. godine, no po isteku suspenzije EBU ju je produžio u neodređeno vrijeme zbog podrške ruskoj agresiji na Ukrajinu.[nedostaje izvor]
- Bosna i Hercegovina – Bosansko-hercegovački radio servis BHRT je 17. srpnja potvrdio nesudjelovanje navodeći financijskih poteškoća. Bosna i Hercegovina posljednji je puta sudjelovala 2016. godine.[63]
- Bugarska – Dana 10. studenoga bugarska radiotelevizija konačno je objavila da neće sudjelovati u sljedećem izdanju natjecanja bez navođenja razloga.[64]
- Rusija – Zbog ruske agresije na Ukrajinu počinjenu 2022. godine, Rusiji je zabranjeno sudjelovanje izbacivanjem iz EBU-a ruske državne medije.[nedostaje izvor]
- Rumunjska - Na kraju Rumunjska se nije pojavila na službenom popisu natjecatelja Eurovizije 2025. Država je na Euroviziji zadnji put sudjelovala 2023.[65]
- Sjeverna Makedonija -  Na kraju Sjeverna Makedonija se nije pojavila na službenom popisu natjecatelja Eurovizije 2025. Država je na Euroviziji zadnji put sudjelovala 2022.[66]
- Slovačka – RTVS je 8. travnja potvrdio svoje nesudjelovanje unatoč prijašnjim nagađanjima da će se Slovačka vratiti na natjecanje nakon 13 godina. Svoj razlog objašnjavaju da je problem smanjenje budžeta od vlade i uprave.[67]
- Turska - Na kraju se nije pojavila na službenom popisu država natjecateljica nastavljajući tako svoju odsutnost od više 10 godina.[68]

## Pregled natjecanja
Dana 28. siječnja održan je slučajan odabir za rasporedbu natjecateljica u dva polufinala. Papirići su se izvlačili iz pet zdjela, a raspored izvlačenja osmišljen je kako bi umanjio šanse glasanja u blokovima sukladno s povijesnim trendovima. Također su slučajno izabrani polufinali u kojima će svaka od velikih pet i Švicarska kao domaćin imati pravo glasa. Ceremoniju odabira vodili su Jennifer Bosshard i Jan van Ditzhuijzen.

### Prvo polufinale
Prva polufinalna večer održana je 13. svibnja 2025. godine u 21:00 po srednjoeuropskom ljetnom vremenu. U ovom polufinalu natjecalo se petnaest zemalja. Osim njih, pravo glasovanja imale su i Italija, Španjolska i Švicarska, kao i zemlje koje ne sudjeluju u natjecanju, a čiji su glasovi objedinjeni u kategoriji "Ostatak svijeta". Redoslijed nastupa odredili su producenti natjecanja, a javnosti je objavljen 27. ožujka. Uz natjecateljske izvedbe, svoje su pjesme izveli i predstavnici Španjolske, Italije i Švicarske, i to nakon nastupa Estonije, Belgije i Hrvatske. 
Večer je započela nastupom plesne skupine, jodlera i svirača alpskog roga koji su izveli švicarske verzije četiri prijašnje pobjedničke pjesme: "Tattoo" (2023.), "Arcade" (2019.), "Waterloo" (1974.) i "The Code" (2024.). U revijalnom dijelu programa izveden je glazbeni broj "Made in Switzerland", u kojem su voditeljice Hazel Brugger i Sandra Studer na duhovit način prikazale švicarske stereotipe i izume, a u kojem je sudjelovala i Petra Mede, koja je Eurosong vodila 2013., 2016. i 2024. godine.
Četvero natjecatelja s Eurosonga 2024. – Marina Satti (Grčka), Jerry Heil (Ukrajina), Iolanda (Portugal) i Silvester Belt (Litva), izveli su švicarsku pobjedničku pjesmu iz 1988. "Ne partez pas sans moi", nakon prethodno prikazane snimke s porukom izvorne izvođačice Céline Dion. Nakon proglašenja finalista, Jørgen Olsen iz Danske, koji je 2000. godine pobijedio sa svojim bratom Nielsom, izveo je pjesmu "Fly on the Wings of Love" s novim stihovima koji su referirali na trajni slogan natjecanja – "United by Music" (Ujedinjeni glazbom).
| R.B. | Zemlja      | Umjetnik            | Pjesma                           | Bodovi | Plasman |
| ---- | ----------- | ------------------- | -------------------------------- | ------ | ------- |
| 1.   | Island      | Væb                 | "Róa"                            | 97     | 6.      |
| 2.   | Poljska     | Justyna Steczkowska | "Gaja"                           | 85     | 7.      |
| 3.   | Slovenija   | Klemen              | "How Much Time Do We Have Left?" | 23     | 13.     |
| 4.   | Estonija    | Tommy Cash          | "Espresso Macchiato"             | 113    | 5.      |
| 5.   | Ukrajina    | Ziferblat           | "Bird of Pray"                   | 137    | 1.      |
| 6.   | Švedska     | KAJ                 | "Bara bada bastu"                | 118    | 4.      |
| 7.   | Portugal    | Napa                | "Deslocado"                      | 56     | 9.      |
| 8.   | Norveška    | Kyle Alessandro     | "Lighter"                        | 82     | 8.      |
| 9.   | Belgija     | Red Sebastian       | ''Strobe Lights"                 | 23     | 14.     |
| 10.  | Azerbajdžan | Mamagama            | "Run With U"                     | 7      | 15.     |
| 11.  | San Marino  | Gabry Ponte         | Tutta L'Italia"                  | 46     | 10.     |
| 12.  | Albanija    | Shkodra Elektronike | "Zjerm"                          | 122    | 2.      |
| 13.  | Nizozemska  | Claude              | "C'est la vie"                   | 121    | 3.      |
| 14.  | Hrvatska    | Marko Bošnjak       | "Poison Cake"                    | 28     | 12.     |
| 15.  | Cipar       | Theo Evan           | "Shh"                            | 44     | 11.     |

### Drugo polufinale
Druga polufinalna večer održana je 15. svibnja 2025. godine u 21:00 po srednjoeuropskom ljetnom vremenu. U ovom su se polufinalu natjecale šesnaest zemalja. Osim njih, pravo glasovanja imali su i Francuska, Njemačka i Ujedinjeno Kraljevstvo, kao i zemlje koje ne sudjeluju u natjecanju, čiji su glasovi objedinjeni u kategoriji "Ostatak svijeta". Redoslijed nastupa odredili su producenti natjecanja, a objavljen je javnosti 27. ožujka. Uz natjecateljske izvedbe, svoje su pjesme izveli i predstavnici Ujedinjenog Kraljevstva, Francuske i Njemačke, koji su nastupili nakon predstavnika Austrije, Gruzije i Izraela.
Večer je otvorena monologom zaljubljenika u Eurosong po imenu Philip, u kojem je govorio o svemu što voli kod ovog natjecanja. U revijalnom dijelu programa prikazan je prilog o četiri nacionalna jezika Švicarske – njemačkom, francuskom, talijanskom i retoromanskom – popraćen plesnom točkom interpretativnog karaktera pod nazivom "Na vrijeme". Također su nastupili četvero izvođača koji su 2020. godine trebali predstavljati svoje zemlje na Eurosongu koji je tada otkazan: Gjon’s Tears (Švicarska) s pjesmom "Répondez-moi", The Roop (Litva) s "On Fire", Efendi (Azerbajdžan) s "Cleopatra" i Destiny (Malta) s "All of My Love". Nakon proglašenja finalista, suvoditeljica Sandra Studer izvela je talijansku pobjedničku pjesmu iz 1990. godine – "Insieme: 1992".
| R.B. | Zemlja     | Umjetnik         | Pjesma                   | Bodovi | Plasman |
| ---- | ---------- | ---------------- | ------------------------ | ------ | ------- |
| 1.   | Australija | Go-Jo            | "Milkshake Man"          | 41     | 11.     |
| 2.   | Crna Gora  | Nina Žižić       | "Dobrodošli"             | 12     | 16.     |
| 3.   | Irska      | Emmy             | "Laika Party"            | 28     | 13.     |
| 4.   | Latvija    | Tautumeitas      | "Bur man laimi"          | 130    | 2.      |
| 5.   | Armenija   | Parg             | "Survivor"               | 51     | 10.     |
| 6.   | Austrija   | JJ               | "Wasted Love"            | 104    | 5.      |
| 7.   | Grčka      | Klavdia          | "Asteromáta"             | 112    | 4.      |
| 8.   | Litva      | Katarsis         | "Tavo akys"              | 103    | 6.      |
| 9.   | Malta      | Miriana Conte    | "Serving"                | 53     | 9.      |
| 10.  | Gruzija    | Mariam Shengelia | "Freedom"                | 28     | 15.     |
| 11.  | Danska     | Sissal           | "Hallucination"          | 61     | 8.      |
| 12.  | Češka      | Adonxs           | "Kiss Kiss Goodbye"      | 29     | 12.     |
| 13.  | Luksemburg | Laura Thorn      | "La poupée monte le son" | 62     | 7.      |
| 14.  | Izrael     | Yuval Raphael    | “New Day Will Rise”      | 203    | 1.      |
| 15.  | Srbija     | Princ            | "Mila"                   | 28     | 14.     |
| 16.  | Finska     | Erika Vikman     | "Ich komme"              | 115    | 3.      |

### Finale
Finale će se održati 17. svibnja 2025. u 21:00h. Dvadeset i šest zemalja sudjelovat će u finalu: zemlja domaćin Švicarska, "Big Five" i deset najbolje rangiranih prijava svakog od dva polufinala. Svih trideset i sedam zemalja sudionica s žirijem i televoteom, kao i zemlje koje ne sudjeluju u zbirnom online glasovanju "Ostatak svijeta", glasat će u finalu.
| R   | Država                 | Umjetnik            | Pjesma                         | Bodovi | Plasman |
| --- | ---------------------- | ------------------- | ------------------------------ | ------ | ------- |
| 1.  | Norveška               | Kyle Alessandro     | "Lighter"                      | 89     | 18.     |
| 2.  | Luksemburg             | Laura Thorn         | "La poupée monte le son"       | 47     | 22.     |
| 3.  | Estonija               | Tommy Cash          | "Espresso Macchiato"           | 356    | 3.      |
| 4.  | Izrael                 | Yuval Raphael       | “New Day Will Rise”            | 357    | 2.      |
| 5.  | Litva                  | Katarsis            | "Tavo akys"                    | 96     | 16.     |
| 6.  | Španjolska             | Melody              | "Esa diva"                     | 37     | 24.     |
| 7.  | Ukrajina               | Ziferblat           | "Bird of Pray"                 | 218    | 9.      |
| 8.  | Ujedinjeno Kraljevstvo | Remember Monday     | "What The Hell Just Happened?" | 88     | 19.     |
| 9.  | Austrija               | JJ                  | "Wasted Love"                  | 436    | 1.      |
| 10. | Island                 | Væb                 | "Róa"                          | 33     | 25.     |
| 11. | Latvija                | Tautumeitas         | "Bur man laimi"                | 158    | 13.     |
| 12. | Nizozemska             | Claude              | "C'est la vie"                 | 175    | 12.     |
| 13. | Finska                 | Erika Vikman        | "Ich komme"                    | 196    | 11.     |
| 14. | Italija                | Lucio Corsi         | "Volevo essere un duro "       | 256    | 5.      |
| 15. | Poljska                | Justyna Steczkowska | "Gaja"                         | 156    | 14.     |
| 16. | Njemačka               | Abor & Tynna        | "Baller"                       | 151    | 15.     |
| 17. | Grčka                  | Klavdia             | "Asteromáta"                   | 231    | 6.      |
| 18. | Armenija               | Parg                | "Survivor"                     | 72     | 20.     |
| 19. | Švicarska              | Zoë Më              | "Voyage"                       | 214    | 10.     |
| 20. | Malta                  | Miriana Conte       | "Serving"                      | 91     | 17.     |
| 21. | Portugal               | Napa                | "Deslocado"                    | 50     | 21.     |
| 22. | Danska                 | Sissal              | "Hallucination"                | 47     | 23.     |
| 23. | Švedska                | KAJ                 | "Bara bada bastu"              | 321    | 4.      |
| 24. | Francuska              | Louane              | "Maman"                        | 230    | 7.      |
| 25. | San Marino             | Gabry Ponte         | Tutta L'Italia"                | 27     | 26.     |
| 26. | Albanija               | Shkodra Elektronike | "Zjerm"                        | 218    | 8.      |

#### Glasnogovornici
Ovdje se nalazi popis glasnogovornika koji su na dan finala Euroviziji objavili bodove stručnog žirija i konačno dodijeliti najveći mogući broj od 12 bodova. 
| - Albanija – Andri Xhahu - Azerbajdžan – Safura Salim kizi Alizade - Belgija – Manu Van Acker - Cipar – Loukas Hamatsos - Češka – Radka Rosická - Estonija – Kristjan Jakobson - Finska – Jasmin Beloued - Francuska – Émilie Mazoyer - Gruzija – Nutsa Buzaladze - Grčka – Jenny Theona - Hrvatska – Doris Pinčić - Island – Hera Björk - Irska – Nicky Byrne - Izrael – Eden Golan | - Italija – Topo Gigio - Nizozemska – Chantal Janzen - Njemačka – Michael Schulte - Norveška – Tom Hugo - Poljska – Aleksandra Budka - Portugal – Iolanda - San Marino – Senhit - Slovenija – Lorella Flego - Španjolska – Chanel - Švedska – Keyyo - Švicarska – Mélanie Freymond and Sven Epiney - Ukrajina – Jerry Heil - Ujedinjeno Kraljevstvo – Sophie Ellis-Bextor |

## Načini odabira izvođača
Države natjecateljice imaju dva načina za odabir izvođača – kroz interni odabir ili vlastito natjecanje na razini države. Kroz povijest su Eurovizije sve države natjecateljice osim Monaka i Maroka barem jednom organizirale državno natjecanje, a interni izbor provele su sve barem jednom. Države poput Švedske, Danske, Norveške, Finske, Islanda, Estonije, Latvije, Litve i Portugala poznate su kao natjecateljice koje su skoro sve svoje odabire umjetnika i glazbenog djela odlučivale kroz državna natjecanja. Države poput Francuske, Švicarske, Cipra, Izraela, Azerbajdžana i natjecateljica mikrodržava poznate su po internom izboru izvođača i glazbenog djela.[nedostaje izvor]

### Državna natjecanja
|            | Naziv nacionalnog finala     | Izabrani izvođač    | Izabrana pjesma                 | Izv.    |
| ---------- | ---------------------------- | ------------------- | ------------------------------- | ------- |
| Albanija   | Festivali i Këngës 63        | Shkodra Elektronike | "Zjerm"                         | [ 75 ]  |
| Armenija   | Depi Evratesil 2025          | Parg                | "Survivor"                      | [ 76 ]  |
| Belgija    | Eurosong 2025                | Red Sebastian       | ''Strobe Lights''               | [ 77 ]  |
| Crna Gora  | Montesong 2024               | Nina Žižić          | "Dobrodošli"                    | [ 78 ]  |
| Danska     | Melodi Grand Prix 2025       | Sissal              | "Hallucination"                 | [ 79 ]  |
| Estonija   | Eesti Laul 2025              | Tommy Cash          | "Espresso macchiato"            | [ 80 ]  |
| Finska     | Uuden Musiikin Kilpailu 2025 | Erika Vikman        | "Ich komme"                     | [ 81 ]  |
| Grčka      | Greek Selection 2025         | Klavdia             | "Asteromáta"                    | [ 82 ]  |
| Hrvatska   | Dora 2025.                   | Marko Bošnjak       | "Poison Cake"                   | [ 83 ]  |
| Island     | Söngvakeppnin 2025           | Væb                 | "Róa"                           | [ 84 ]  |
| Irska      | Eurosong 2025                | Emmy                | "Laika Party"                   | [ 85 ]  |
| Izrael     | HaKokhav HaBa                | Yuval Raphael       | Interni odabir                  | [ 86 ]  |
| Italija    | Sanremo 2025                 | Olly                | "Balorda nostalgia"             | [ 87 ]  |
| Latvija    | Supernova 2025               | Tautumeitas         | "Bur man laimi"                 | [ 88 ]  |
| Litva      | Eurovizija.LT                | Katarsis            | "Tavo akys"                     | [ 89 ]  |
| Luksemburg | Luxembourg Song Contest 2025 | Laura Thorn         | La poupée monte le son          | [ 90 ]  |
| Malta      | MESC 2025                    | Miriana Conte       | "Kant"                          | [ 91 ]  |
| Norveška   | Melodi Grand Prix 2025       | Kyle Alessandro     | "Lighter"                       | [ 92 ]  |
| Njemačka   | Chefsache ESC 2025           | Abor & Tynna        | "Baller"                        | [ 93 ]  |
| Poljska    | Polish Selection 2025        | Justyna Steczkowska | "Gaja"                          | [ 94 ]  |
| Portugal   | Festival da Canção 2025      | Napa                | "Deslocado"                     | [ 95 ]  |
| San Marino | Una Voce per San Marino 2025 | Gabry Ponte         | "Tutta L'Italia"                | [ 96 ]  |
| Slovenija  | EMA 2025                     | Klemen              | "How Much Time Do We Have Left" | [ 97 ]  |
| Srbija     | Pesma za Evroviziju '25      | Princ               | "Mila"                          | [ 98 ]  |
| Španjolska | Benidorm Fest 2025           | Melody              | "Esa diva"                      | [ 99 ]  |
| Švedska    | Melodifestivalen 2025        | KAJ                 | "Bara bada bastu"               | [ 100 ] |
| Ukrajina   | Vidbir 2025                  | Ziferblat           | "Bird of Pray"                  | [ 101 ] |

## Incidenti i kontroverze

### Crnogorski odabir
Nakon pobjede NeonoeNa na crnogorskom nacionalnom finalu s pjesmom »Clickbait«, crnogorska televizija RTCG otkrila je i potvrdila da je bend javno izveo pjesmu u lipnju 2023., što je protiv pravila natjecanja, koja propisuju da natjecateljske pjesme ne smiju biti komercijalno objavljene ili javno izvedene prije 1. rujna godine prethodeće natjecanju. U priopćenju objavljenom 1. prosinca 2024. RTCG je naveo da će razgovarati s EBU-om kako bi se utvrdilo je li »Clickbait« prihvatljiv. Dana 4. prosinca, NeonoeN se povukao iz sudjelovanja u natjecanju, navodeći »želju da se okonča neizvjesnost«. RTCG je potvrdila namjeru da odluku o predstavniku Crne Gore donese u narednim danima.

### Sudjelovanje Izraela na Euroviziji
Slovenski emiter RTVSLO podnio je zahtjev EBU-u da isključi Izrael u prosincu 2024. RTVSLO je također razmatrao povlačenje iz natjecanja i cenzuru izraelskog nastupa ako Izrael ne bude isključen.  Finska televizijska kuća Yle primila je peticiju koju je potpisalo više od 100 finskih umjetnika u veljači 2025., zahtijevajući da televizijska kuća bojkotira natjecanje ako se Izraelu dopusti natjecanje.

## Emitiranje
Svi emiteri koji sudjeluju mogu imati komentatore na licu mjesta natjecanja ili na daljinu. Komentatori lokalnoj publici na njihovom jeziku pružaju uvid i informacije o programu i glasanju. Iako su obvezani prikazati samo finale i onaj polufinal u kojemu glasuje njihova zemlja, većina emitera pokriva oba polufinala. Neki emiteri koji ne sudjeluju također emitiraju natjecanje.
Slijede emiteri koji su u cijelosti ili djelomično potvrdili svoje planove emitiranja i/ili komentatore:
| Država                 | Emiter  | Kanal(i)       | Prijenosi               | Komentatori                         | Izvor   |
| ---------------------- | ------- | -------------- | ----------------------- | ----------------------------------- | ------- |
| Australija             | SBS     | SBS            | Sve emisije             | Nepoznato                           | [ 105 ] |
| Belgija                | VRT     | VRT 1          | Sve emisije             | Peter Van de Veire                  | [ 106 ] |
| Češka                  | ČT      | ČT 1           | Sve emisije             | Nepoznato                           | [ 107 ] |
| Grčka                  | ERT     | Nepoznato      | Nepoznato               | Maria Kozakou i Giorgos Kapoutzidis | [ 108 ] |
| Gruzija                | GPB     | 1TV            | Nepoznato               | Nepoznato                           | [ 109 ] |
| Hrvatska               | HRT     | HRT 1          | Sve emisije             | Duško Ćurlić                        | [ 110 ] |
| Irska                  | RTÉ     | RTÉ One        | Drugo polufinale/Finale | Marty Whelan                        | [ 111 ] |
| Irska                  | RTÉ     | RTÉ 2          | Prvo polufinale         | Marty Whelan                        | [ 111 ] |
| Italija                | Rai     | Rai 2          | Drugo polufinale        | Gabriele Corsi i BigMama            | [ 112 ] |
| Italija                | Rai     | Rai 1          | Finale                  | Gabriele Corsi i BigMama            | [ 112 ] |
| Italija                | Rai     | Rai Radio2     | Finale                  | Diletta Parlangeli i Matteo Osso    | [ 112 ] |
| Luksemburg             | RTL     | RTL Lëtzebuerg | Sve emisije             | Nepoznato                           | [ 113 ] |
| Luksemburg             | RTL     | RTL Today      | Drugo polufinale/Finale | Nepoznato                           | [ 113 ] |
| Luksemburg             | RTL     | RTL Infos      | Drugo polufinale/Finale | Nepoznato                           | [ 113 ] |
| Njemačka               | ARD/NDR | Das Erste      | Finale                  | Nepoznato                           | [ 114 ] |
| Švicarska              | SRG SSR | Nepoznato      | Nepoznato               | Sven Epiney                         | [ 115 ] |
| Ujedinjeno Kraljevstvo | BBC     | BBC One        | Sve emisije             | Graham Norton                       | [ 116 ] |

Ovdje se nalaze emiteri država koje ne sudjeluju na Euroviziji 2025., ali će prenositi događaj:
| Država              | Emiter | Kanal(i)  | Prijenosi   | Komentatori | Izvor   |
| ------------------- | ------ | --------- | ----------- | ----------- | ------- |
| Moldavija           | TRM    | Moldova 1 | Sve emisije | Nepoznato   | [ 117 ] |
| Sjeverna Makedonija | MRT    | Nepoznato | Sve emisije | Nepoznato   | [ 118 ] |

## Produkcija
Pjesmu Eurovizije 2025. izvodit će švicarski nacionalni emiter SRG SSR s pripadajućim osobljem i EBU. Očekuje se da će Izvršno vijeće Basel-Stadta pridonijeti 35 milijuna CHF  (približno 37,3 milijuna eura ) proračunu natjecanja.

#### Likovno i scensko oblikovanje
Dana 16. prosinca 2024., SRG SSR predstavio je tematsku umjetnost i scenski dizajn za natječaj 2025. Tematska slika, nazvana "Jedinstvo oblikuje ljubav", izgrađena je na promjenjivim bojama minijatura "srca Eurovizije" koje je raspoređeno tako da oponaša efekt polutonske pikselacije , simbolizirajući "milijune ljudi koje je ujedinilo natjecanje za pjesmu Eurovizije, da zajedno slušaju i slave ".